# اتواری
اتواری (به لاتین: Atwari) یک منطقهٔ مسکونی در بنگلادش است که در ناحیه پنج‌گر واقع شده‌است. اتواری ۲۰۹٫۹۲ کیلومتر مربع مساحت و ۱۰۳٬۹۰۶ نفر جمعیت دارد.